# دریای زمان
«دریای زمان» قطعه‌ای ایسنترومنتال است که جرج مارتین آن را ساخته و توسط ارکستر ۴۱ تکهٔ وی برای فیلم زیردریایی زرد بیتلز اجرا شد و در روی دوم آلبوم موسیقی متن زیردریایی زرد منتشر شد. این قطعه در بین قطعات ارکسترال قابل توجه است، زیرا دارای سازهای کلاسیک هندی است. قطعه با یک تامپورا و یک ملودی پیچ در پیچ شبیه ترانهٔ «درون تو بدون تو» از جرج هریسون، از آلبوم گروهبان فلفلِ بیتلز در سال ۱۹۶۷ آغاز می‌شود.
این قطعه مانند سایر قطعه های فیلم، متناسب با تصاویر پر جنب و جوش فیلم زیر دریایی زرد است، بنابراین شامل صداهای جدید، جلوه‌ها و تجربه‌های موسیقایی است که وقتی با برخی از تصاویر بصری مرتبط شوند، بهتر درک می‌شوند، اما دیگران می‌توانند به تنهایی از زیبایی آن سپاس‌گزار باشند.
در نسخه‌های LP آمریکایی آلبوم زیردریایی زرد، دریای زمان با قطعهٔ دریای حفره‌ها یکی شده و با نام مِدلی: دریای زمان و دریای حفره‌ها منتشر شده است، در حالی که در همهٔ نسخه‌های دیگر، آنها به عنوان آهنگ‌های جداگانه منتشر شده‌اند.